# Lisa Hanawalt

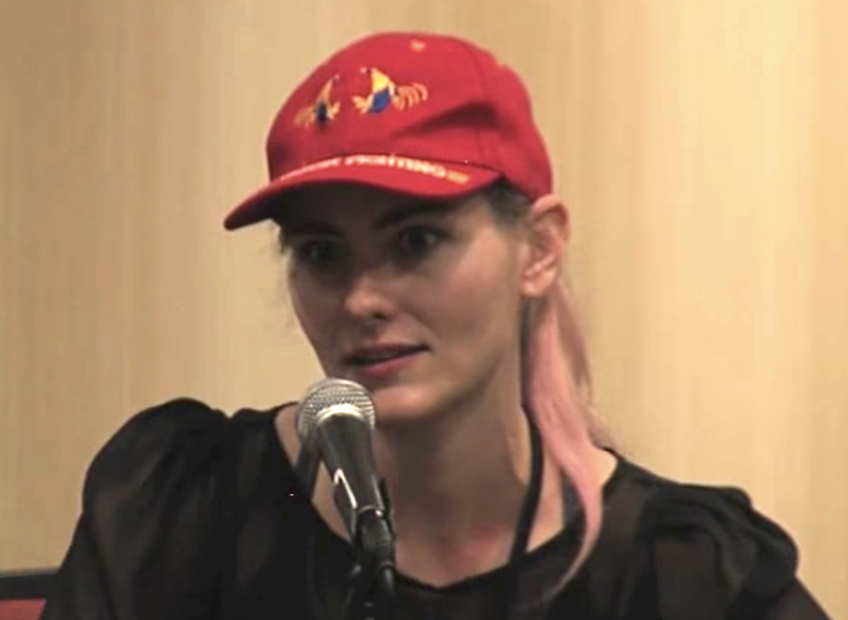
Lisa Hanawalt, 2016

Lisa Hanawalt (* 19. Juni 1983 in Palo Alto) ist eine US-amerikanische Zeichnerin, Schriftstellerin und Produzentin von Animationsfilmen.

## Leben
Hanawalt ist die Tochter von Graciela Spivak und Philip Hanawalt, beide sind Mikrobiologen. Seit früher Kindheit zeichnet sie, und die sprechenden Tiere, die später ihre Bücher und Filme bevölkerten, stammen aus dieser Zeit. Einer ihrer Jugendfreunde ist der Drehbuchautor Raphael Bob-Waksberg. 2006 schloss sie ihr Kunststudium an der UCLA ab. Von 2010 bis 2012 war Hanawalt in New York Teil des Kunstkollektivs Pizza Island mit den Cartoonzeichnerinnen Sarah Glidden, Julia Wertz, Domitille Collardey, Kate Beaton, Meredith Gran, Karen Sneider und Deana Sobel Lederman.
Lisa Hanawalt wurde durch ihre Netflix-Zeichentrickserien für Erwachsene bekannt, BoJack Horseman (2014 bis 2020) und Tuca & Bertie (2019 und 2021). 2016 gestaltete sie das Musikvideo für Hang on to the Night von Tegan and Sara.
Hanawalt kreierte drei Buchcover für Patricia Lockwood, nachdem diese sie 2011 via Twitter kontaktiert und um Kooperation gebeten hatte. Bei der Erstausgabe von Balloon Pop Outlaw Black (Octopus Books, 2012) sowie bei der Taschenbuchausgabe von Priestdaddy (Penguin Press 2014, Paperback 2018) und bei Motherland Fatherland Homolandsexuals (Penguin Press 2017) zeichnete Hanawalt für die Titelbilder verantwortlich.
Beim kanadischen Verlag Drawn and Quarterly sind ihre gezeichneten Geschichten in bislang vier Comic-Alben erschienen, zuletzt (2020) kamen frühe Mini-Comics gesammelt in Buchform heraus. 2009 erhielt Hanawalt erstmals den Ignatz Award, dann in zeitlich enger Abfolge weitere Preise, darunter den Annie Award. 2013 war sie selbst Jurymitglied beim Ignatz Award.
Lisa Hanawalt betreibt gemeinsam mit Emily Heller den Podcast Baby Geniuses.
Sie ist mit Adam Conover liiert und lebt mit ihm in Los Angeles.

## Bücher
- My Dirty Dumb Eyes. Drawn & Quarterly, Montreal, Quebec, 2013. ISBN 9781770461161
- Hot Dog Taste Test. Drawn & Quarterly, Montreal, Quebec, 2016. ISBN 9781770462373
- Coyote Doggirl. Drawn & Quarterly, Montreal, Quebec, 2018. ISBN 9781770463257
- I Want You. Drawn & Quarterly, Montreal, Quebec, 2020. ISBN 9781770463882

### Kinderbuch
- mit Arthur Bradford (Text): Benny's Brigade. McSweeney's, San Francisco, 2012.

## Weitere Veröffentlichungen (Auswahl)
- On the Trail with Wylie, in: Lucky Peach, 2014.
- Pride and Pestilence, in: The New Yorker, Daily Shouts, 21. April 2020[12].

## Auszeichnungen
- 2009: Ignatz Award for Outstanding Minicomic (Stay Away From Other People)
- 2010: Ignatz Award for Outstanding Comic (I Want You #1)
- 2011: Stumptown Award for Best Small Press (I Want You #2)
- 2013: Society of Illustrators silver medal in editorial illustration (Birch Tree Forest)
- 2014: James Beard Award for Humor in Journalism
- 2015: Critics’ Choice Television Award for Best Animated Series (BoJack Horseman)
- 2016: Ignatz Award for Outstanding Graphic Novel (Hot Dog Taste Test) und Critics’ Choice Television Award for Best Animated Series (BoJack Horseman)
- 2018: Critics’ Choice Television Award for Best Animated Series (BoJack Horseman)
- 2019: Annie Award for Best General Audience (BoJack Horseman)
- 2020: Critics’ Choice Television Award for Best Animated Series (BoJack Horseman) und Annie Award for Best General Audience (BoJack Horseman)